# Bougoula (Koulikoro)
Bougoula is een gemeente (commune) in de regio Koulikoro in Mali. De gemeente telt 10.800 inwoners (2009).